# Saint-Caprais-de-Bordeaux
Saint-Caprais-de-Bordeaux is een gemeente in het Franse departement Gironde (regio Nouvelle-Aquitaine). De plaats maakt deel uit van het arrondissement Bordeaux. Saint-Caprais-de-Bordeaux telde op 1 januari 2022 3.460 inwoners.

## Geografie
De oppervlakte van Saint-Caprais-de-Bordeaux bedroeg op 1 januari 2022 10,26 vierkante kilometer; de bevolkingsdichtheid was toen 337,2 inwoners per km².

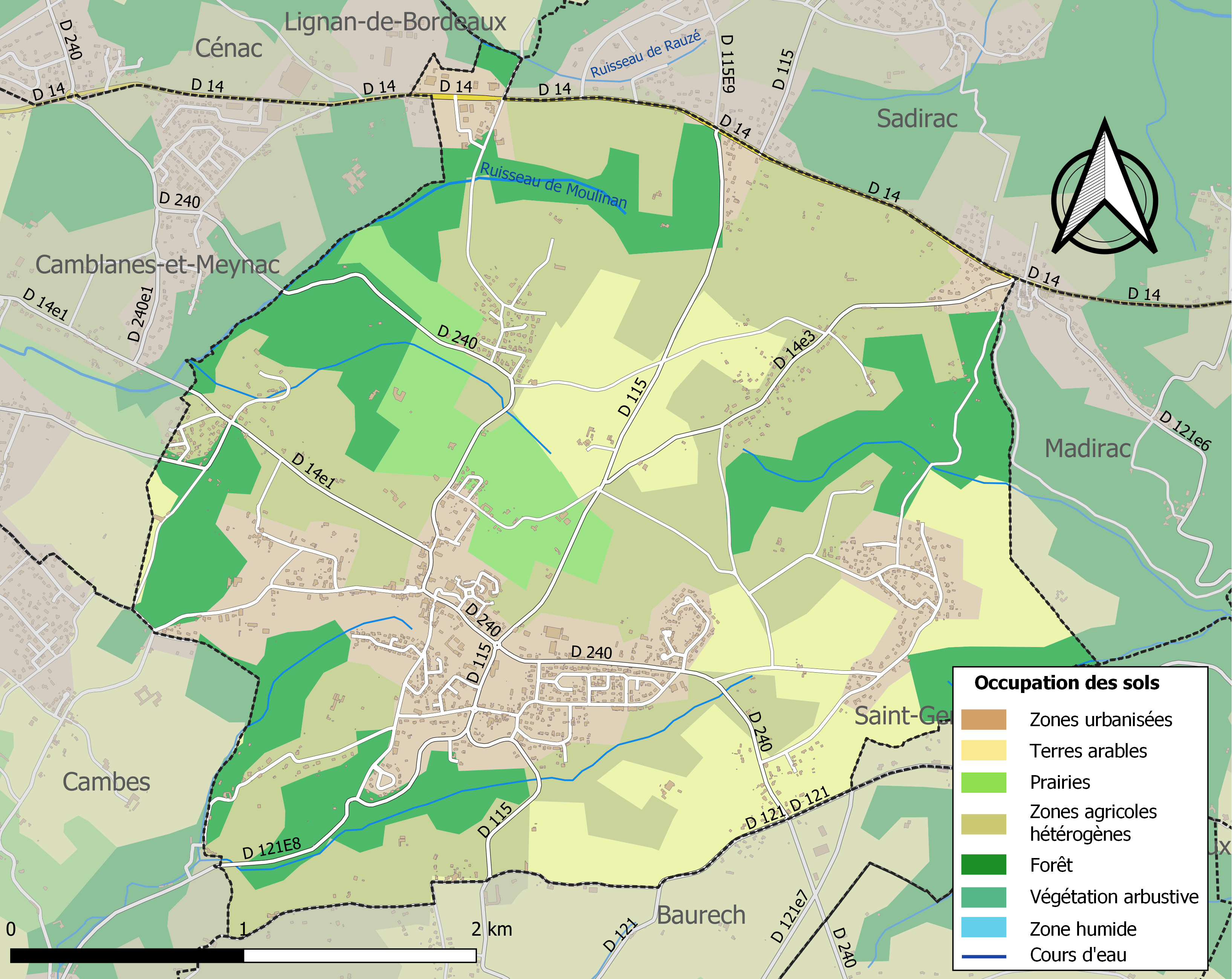
Kaart van de gemeente met belangrijkste infrastructuur, bodemgebruik en omliggende gemeenten

## Demografie
Onderstaande figuur toont het verloop van het inwonertal (bron: INSEE-tellingen).